# Mistrovství světa v atletice 2009 – Ženy trojskok
Závod v trojskoku  žen na Mistrovství světa v atletice 2009 se uskutečnil 15. a 17. srpna. Zvítězila v něm kubánská atletka Yargelis Savigneová.
Mezi 34 startujícími (původně 35. přihlášená dvojnásobná olympijská vítězka Françoise Mbangová Etoneová z Kamerunu nenastoupila) byla Češka Martina Šestáková vyřazena v kvalifikaci, když obsadila 22. příčku výkonem 13,84 m (13,69 13,84 13,84). Kvalifikační limit pro finále činil 14,45 m, na postup mezi nejlepší dvanáctku postačil výkon 14,13 m.

## Výsledky

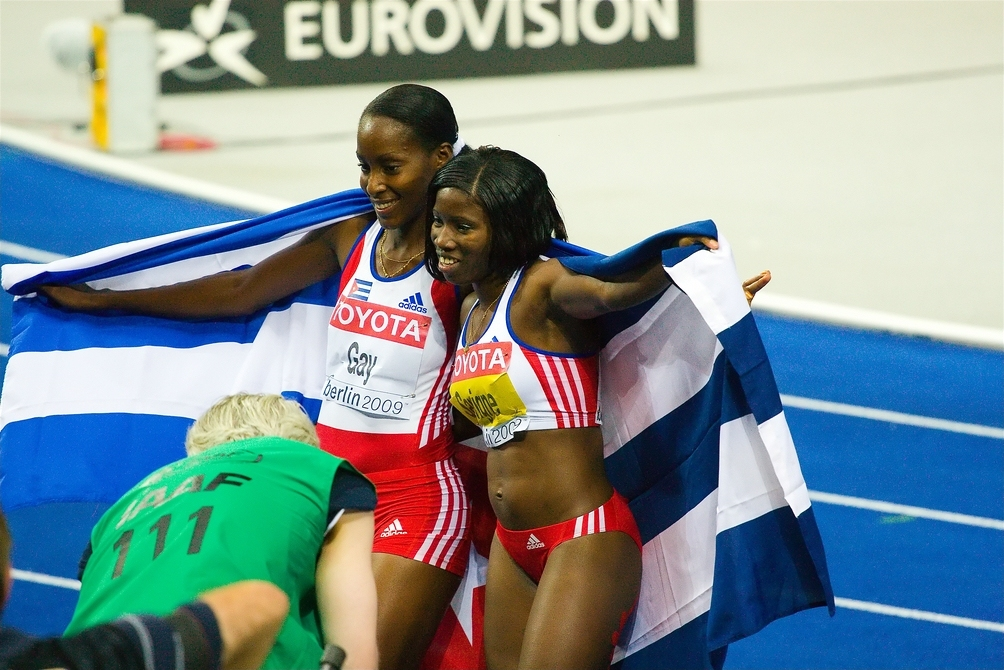
Yargelis Savigneová a Mabel Gayová po skončení závodu

| *                | Sportovec           | 1     | 2     | 3     | 4     | 5     | 6     | Skok    |
| ---------------- | ------------------- | ----- | ----- | ----- | ----- | ----- | ----- | ------- |
| Zlatá medaile    | Yargelis Savigneová | 14,45 | 14,14 | 14,89 | 14,85 | 14,95 | 14,39 | 14,95 m |
| Stříbrná medaile | Mabel Gayová        | 13,87 | 14,50 | X     | 14,61 | 14,48 | 14,04 | 14,61 m |
| DQ               | Anna Pjatychová     | 13,72 | 14,23 | 13,66 | 14,58 | 14,46 | 14,53 | 14,58 m |
| 4                | Biljana Topić       | 14,21 | 14,38 | 14,27 | 14,52 | 14,43 | 14,10 | 14,52 m |
| 5                | Trecia-Kaye Smith   | 14,31 | X     | X     | 14,41 | 14,48 | X     | 14,48 m |
| 6                | Taťjana Lebeděvová  | X     | 14,37 | 14,23 | 14,22 | 14,26 | 14,28 | 14,37 m |
| 7                | Cristina Bujin      | 14,26 | 14,00 | 14,03 | 14,20 | 14,16 | 14,15 | 14,26 m |
| 8                | Dana Velďáková      | 14,25 | X     | 12,86 | 14,14 | 14,19 | 14,13 | 14,25 m |